# Ranitomeya ventrimaculata
Ranitomeya ventrimaculata (лат.) — вид лягушек из семейства древолазы обитающий в бассейне Амазонки.

## Внешнее строение
Мелкие ядовитые лягушки. Длина тела самца (15—17 мм) меньше, чем у самок (16—18 мм). На спине имеется рисунок из трех ярких жёлтых или розовых продольных линий. Первый палец меньше второго. Пальцы со второго по четвёртый сильно расширены. Между пальцами нет перепонок.

## Экология
Могут взбираться по стволам деревьев высоты до высоты 30 метров. Размножение происходит в начале сезона дождей, что защищает кладку от поедания другими видами лягушек. Самки откладывают от 1 до 6 яиц к листу чуть ниже поверхности воды в фитотельматах пазухах листьев бромелий рода Heliconia. Оба пола оставались рядом с яйцами в течение нескольких дней, а самка иногда проливала на них воду для их увлажнения. Самцы проявляют агрессию по отношению друг к другу. Агрессия заключается как в издаваемых звуках, так и физических боях, в которых каждый из них пытается сбить своего противника на землю.
Головастики появляются через 10-15 дней. Самцы ухаживают за яйцами и переносят головастиков по одному или два за раз на спине из одного фитотельматата в другой по мере высыхания в них воды. Продолжительность развития головастиком составляет 2-3 месяца. Из-за каннибализма в одном фитотельмате завершает развитие только один головастик.

## Систематика
Первоначально вид был описан как подвид Dendrobates minutus. Американский герпетолог Филипп Сильверстоун, считал Dendrobates ventrimaculata синонимом Dendrobates quinquevittatus, последующие исследования показали, что Dendrobates quinquevittatus — это комплекс из пяти близкородственных видов и статус самостоятельного вида для Dendrobates ventrimaculata был восстановлен. В 1986 году голландский герпетолог-любитель Люк Бауэр выделил группу видов близких к Dendrobates reticulatus, включающую и Dendrobates ventrimaculata.
В 1999 году немецкий зоолог Адольф Шульте описал новый вид Dendrobates duellmani с севера Перу, однако описание этого вида было сделано по фотографии из монографии Лили Родригес и Уильяма Дулемана 1993 года и по почтовой марке выпущенной в Эквадоре в 1993 году.

## Распространение
Вид встречается в тропических лесах в бассейне реки Амазонки в Колумбии в штате Амазонас, в Эквадоре в провинциях Напо, Орельяна, Пастаса, Сукумбнос) и Перу в регионе Лорето.